# 安東忠家
安東 忠家（あんどう ただいえ）は、鎌倉時代前期の武士。御内人。
建暦3年（1213年）、金窪行親と共に和田胤長を謀叛のかどで捕縛、尋問した。義時が没収した胤長の所領を下賜され行親と分割する。同年、鎌倉で起こった御家人同士の騒擾を鎮圧する。同年5月の和田合戦後、行親と共に和田義盛らの首実検を担当。建保7年1月27日（1219年2月13日）に源実朝を暗殺した公暁が長尾定景によって粛清され、その首が届けられると、検分に関与し、指燭を取る役目を請け負った。
承久3年（1221年）、義時の命に背き、駿河国へ逼塞したが、承久の乱が起こり西上する北条泰時の軍勢に加わる。泰時は一度は忠家の随従を拒んだが、最後には随従を許可したという。同年6月13日、宇治川で行われた戦いでは、芝田兼義の軍に参加して奮戦した。
寛元4年（1246年）、泰時の邸宅が新築された際、忠家は他の被官らと共にその敷地内に住居を構えた。